# Buco-Zau
Buco-Zau ist eine Kleinstadt und ein Kreis in der angolanischen Provinz Cabinda.

## Ortsname
Der Name setzt sich aus den Kikongo-Worten mbuku (Ort) und nzawu (Elefant) zusammen.

## Geschichte
Am 15. März 1957 wurde der Ort zur Kleinstadt (Vila) erhoben.

## Verwaltung
Buco-Zau ist Sitz eines gleichnamigen Kreises (Município) in der Provinz Cabinda. Der Kreis umfasst 2115 km² und hat etwa 40.000 Einwohner (Schätzung 2011). Die Volkszählung 2014 soll fortan gesicherte Bevölkerungsdaten liefern.
Im Norden grenzt der Kreis Buco-Zau an die Republik Kongo, im Nordosten an den Kreis Belize, im Süden an die Demokratische Republik Kongo und im Südwesten an den Kreis Cacongo.
Drei Gemeinden (Comunas) liegen im Kreis:
- Buco-Zau
- Inhuca (auch Nhuca)
- Necuto

## Persönlichkeiten
- M’Bala Nzola (* 1996), angolanisch-französischer Fußballspieler